# Васенберг
Васенберг (њем. Wassenberg) град је у њемачкој савезној држави Северна Рајна-Вестфалија. Посједује регионалну шифру (AGS) 5370036, NUTS (DEA29) и LOCODE (DE WBE) код.

## Географски и демографски подаци
Град се налази на надморској висини од 50 метара. Површина општине износи 42,4 km². У самом граду је, према процјени из 2010. године, живјело 17.183 становника. Просјечна густина становништва износи 405 становника/km².

## Међународна сарадња
| Мјесто  | Држава               | Врста сарадње | Од    |
| ------- | -------------------- | ------------- | ----- |
| Хајворт | Уједињено Краљевство | партнерство   | 2010. |
|         | Француска            | партнерство   | 1968. |
| Извор   |                      |               |       |